# Vivier-au-Court
Vivier-au-Court là một xã trong tỉnh Ardennes, thuộc vùng Grand Est của nước Pháp, có dân số là 3298 người (thời điểm 1999). Xã nằm 10 km về phía đông của Charleville-Mézières và 10 km về phía tây của Sedan.

## Thông tin nhân khẩu
| 1962 | 1968 | 1975 | 1982 | 1990 | 1999 |
| ---- | ---- | ---- | ---- | ---- | ---- |
| 2491 | 3121 | 3137 | 3472 | 3488 | 3298 |